# Національне шосе 1 (Коста-Рика)
Національний основний маршрут 1, офіційно відомий як Carretera Interamericana Norte (Північна міжамериканська дорога) — північний сегмент Панамериканського шосе (місцево в Центральній Америці відомого як Міжамериканське шосе), що проходить через Коста-Рику.

## Опис
Дорога починається в casco central (центр міста) районів кантону Сан-Хосе, саме там, де закінчується шосе 2, на східній стороні столичного парку Ла-Сабана. Два сегменти маршруту мають офіційні назви Шосе Генерального офіцера Каньяса (Autopista General Cañas), між Сан-Хосе та Алахуела та Шосе Бернардо Сото (Autopista Bernardo Soto), між Алахуелою та Сан-Рамоном.
У провінції Сан-Хосе маршрут охоплює кантон Сан-Хосе (райони Мерсед, Госпіталь, Урука, Мата Редонда).